# Militärflugplatz Emmen

i7
i11
i13
Der Militärflugplatz Emmen (IATA: EML, ICAO: LSME) ist ein Militärflugplatz in Emmen im Kanton Luzern.

## Flugbetrieb
Der Militärflugplatz Emmen dient  der militärischen Nutzung und wird von der Schweizer Luftwaffe betrieben. Diese bezeichnet ihn als Trainings- und Ausweichflugplatz für Jet- und Propellerflugzeuge. Er war auch Basis des am 27. November 2019 stillgelegten ADS-95-Aufklärungssystems. Neben dem Flugbetrieb der Pilotenschule der Schweizer Luftwaffe werden auch Serviceflüge (Trainingspartner für F/A-18, Zieldarstellung und Messflüge) mit F-5 E/F ab Emmen durchgeführt. Es fanden auch EKF-Radarstörflüge mit beiden Flugzeugtypen mit dem VISTA5-Störsender ab Emmen statt.
Die an beiden Pistenenden vorhandenen Flugzeug-Kabelfanganlagen, für F/A-18 und F-5, sind bündig in der Piste versenkbar, damit sie kein Hindernis für Kleinflugzeuge darstellen.
In Emmen ist die Fliegerstaffel 19 mit F-5-«Tiger»-Flugzeugen stationiert, welche primär die Aufgabe der Feind-Darstellung für die F/A-18-Staffeln übernehmen. Der Militärflugplatz Emmen ist auch Ausweichflugplatz für QRA (Quick Reaction Alert), vormals Luftpolizeidienst 24.
Folgende Systeme und Organisationseinheiten sind in Emmen stationiert:
- Homebase der Kunstflugstaffel Patrouille Suisse
- Kommando Pilotenschule der Schweizer Luftwaffe
- Kommando Aufklärungsdrohnen ADS 15
- Trainingszentrum für Simulatoren[4] mit Super Puma, Eurocopter EC 635 und Pilatus PC-21
- Werkflüge der RUAG Aviation im Auftrag der Luftwaffe
- Test- und Erprobungsflüge der Armasuisse

2010 wurden insgesamt 12'576 Flugbewegungen registriert, davon waren 2'942 Jetbewegungen.
2023 fanden insgesamt 20'273 Flugbewegungen statt, davon waren 3'470 Jetbewegungen.
Nebst der militärischen Nutzung wird der Flugplatz auch in geringem Umfang zivil genutzt (RUAG, REGA Rettungsflugwacht, Pilatus Aircraft, Swissint/Swisscoy, Wirtschaftsförderung). Es sind insgesamt 1'000 zivile Flugbewegungen pro Jahr bewilligt, im Jahre 2020 wurden davon 730 genutzt.
Emmen ist auch die Heimatbasis der drei Armasuisse-Flugzeuge: Pilatus PC-12 HB-FOG, Pilatus PC-6 HB-FCF und der DA42 R-711.

## Geschichte

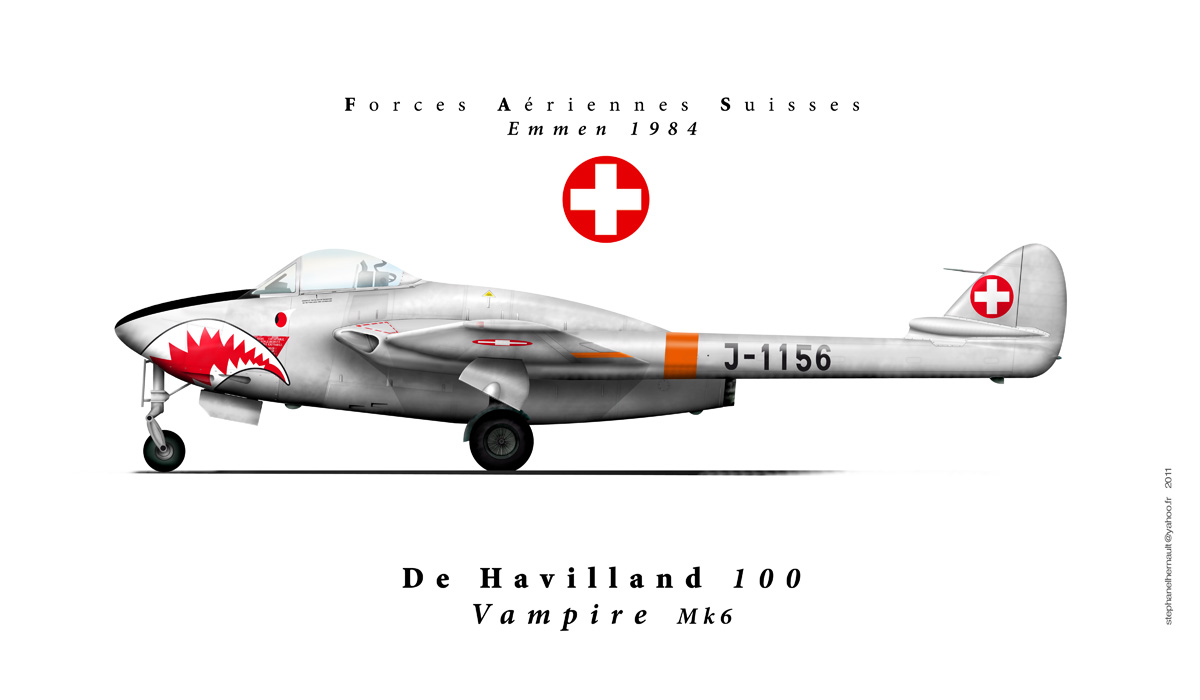
Vampire, 1984

Nach mehreren Vorprojekten in den 1920er-Jahren durch den Bund und die Stadt Luzern beschloss 1938 die Gemeindeversammlung von Emmen einen Beitrag von CHF 200'000 zum Bau des Flugplatzes. Per Bundesratsbeschluss wurde das Eidgenössische Militärdepartement beauftragt, in Emmen einen Militärflugplatz aufzubauen. Nach dem Bau des Flugplatzes erfolgte am 7. Juli 1939 die erste Landung. 1940 wurde eine 600 m lange Hartbelag- und eine 600 m lange Querpiste erstellt. 1942 verlängerte man die Hartbelagpiste auf 700 m, 1946 auf 1100 m.
1949 wurde der Bund zum Bau der neuen Rüeggisingerstrasse verpflichtet. 1951 folgte die Verlängerung der Piste in südöstliche Richtung auf insgesamt 1500 m. 1957 begann der Bau der Pistenverlängerung auf beide Seiten hin auf insgesamt 2500 m, wodurch die neu erstellte Rüeggisingerstrasse erneut verlegt werden musste.

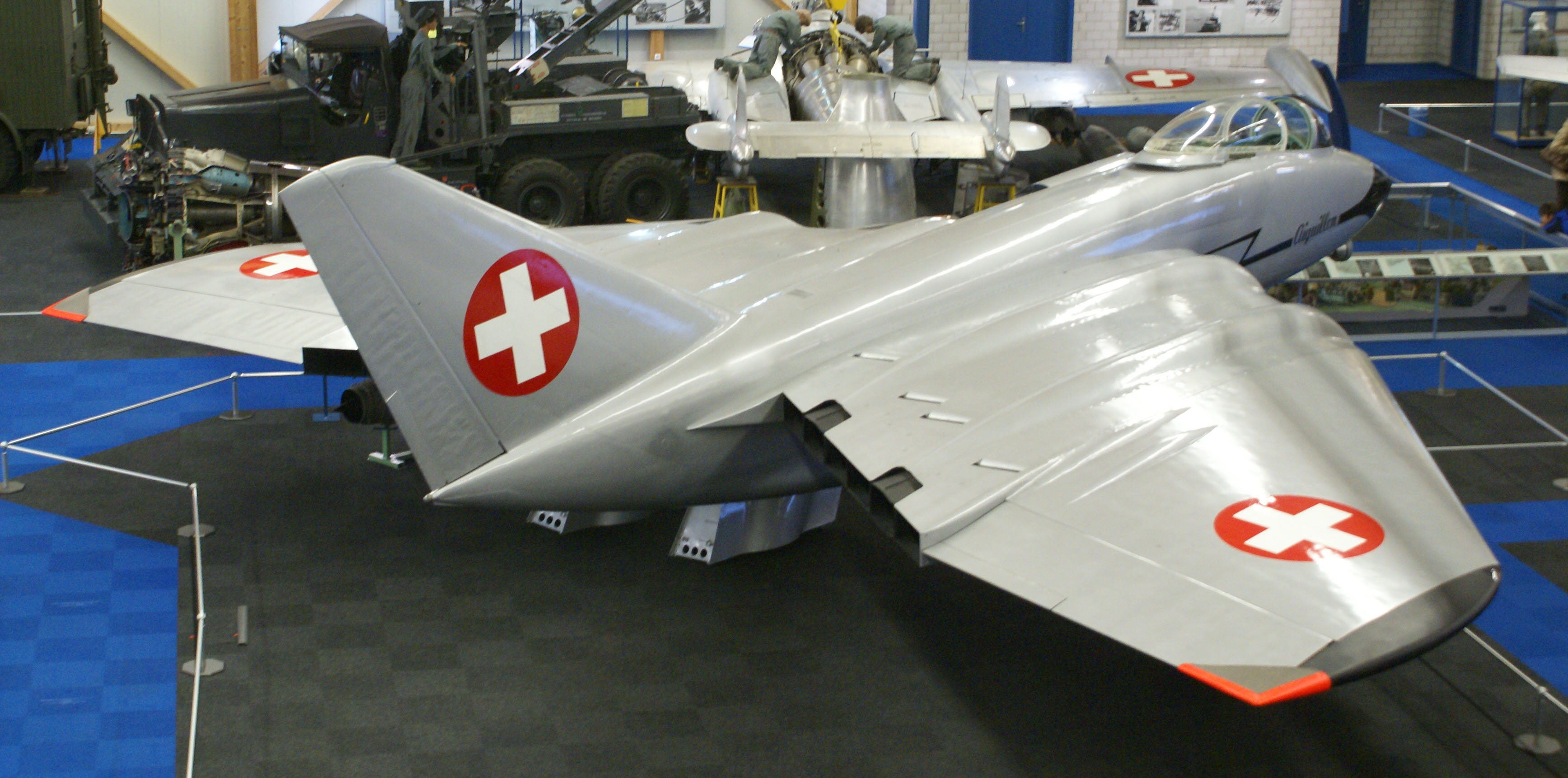
Aiguillon N-20.10

Auf dem Flugplatz Emmen startete das erste in der Schweiz gebaute Düsenflugzeug, die N-20.2 Arbalète, die heute im Verkehrshaus Luzern ausgestellt ist. Nachdem das Projekt Eidgenössisches Flugzeugwerk N-20 beendet wurde, konnte der in Emmen gebaute N-20.10 Aiguillon, dem ein Erstflug verweigert wurde, nur einige Rollversuche auf der Piste von Emmen durchführen. Der N-20.10 Aiguillon ist heute im Flieger-Flab-Museum in Dübendorf ausgestellt.
1965 konnte mit der Gemeinde Emmen eine Einigung über Massnahmen zur Vermeidung von übermässigem Fluglärm erzielt und in einem 13-Punkte-Programm konkretisiert werden.

## Nutzungskonflikte
Der Flugplatz Emmen liegt inmitten der Agglomeration Luzern mit rund 200'000 Einwohnern. Gegen die Lärmimmissionen besteht in der lokalen Bevölkerung ein Widerstand, welcher sich im Schutzverband der Bevölkerung um den Flugplatz Emmen organisiert hat. Der Schutzverband (SFE) reichte im Sommer 2012 eine Petition mit 5749 Unterschriften an den Bundesrat für eine sechswöchige Sommerflugpause und eine Begrenzung des Kampfjetlärms ein.
Um den Anliegen Rechnung zu tragen, beschränkt die Luftwaffe die Flugzeiten auf Montag bis Freitag von 8 bis 12 und von 13 bis 17 Uhr. Im Sommer wird der Flugbetrieb in der Regel für drei bis vier Wochen eingestellt.

## Zukunft
Der Militärflugplatz Emmen ist nebst Meiringen und Payerne der dritte Jetflugplatz. Das Aufklärungsdrohnen-System mit 6 Elbit Hermes 900 ist in Emmen stationiert. Es ist ausserdem vorgesehen, die F-35 A auch ab Emmen zu betreiben.